# Dascalina alternans
Dascalina alternans är en insektsart som beskrevs av Melichar 1902. Dascalina alternans ingår i släktet Dascalina och familjen Flatidae. Inga underarter finns listade i Catalogue of Life.